# ميكائيل يوهانسون (لاعب هوكي الجليد)
ميكائيل يوهانسون (بالسويدية: Mikael Johansson)‏ هو لاعب هوكي الجليد سويدي، ولد في 28 يونيو 1995 في فاكسيو في السويد.

## وصلات خارجية
- ميكائيل يوهانسون على موقع EliteProspects.com (الإنجليزية)